# Defenestratie

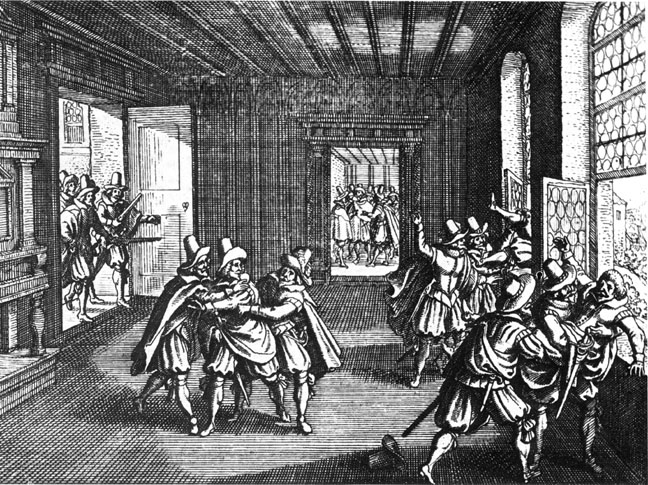
Impressie van de Praagse Defenestratie, door Matthäus Merian

Defenestratie is het gooien van iets of iemand uit het raam. De term kwam tot stand rondom een gebeurtenis in de Praagse burcht in het jaar 1618. Het woord stamt uit het Latijn de (van; uit) en fenestra (raam of opening).
Van oudsher wordt het woord defenestratie gebruikt in associatie met politieke ontevredenheid. De Eerste Praagse Defenestratie in 1419 en de Tweede Praagse Defenestratie in 1618 veroorzaakten lange conflicten binnen Bohemen.

## Zelfdefenestratie
Bij zelfdefenestratie (of autodefenestratie) springt iemand zelf uit het raam, of laat zich er door eigen actie uit vallen. Dit kan voorkomen bij rampen, zoals bij de aanslagen op 11 september 2001 en de brand in Hotel Polen. Ook kan op deze manier zelfmoord gepleegd worden.
Bekende 'zelfdefenestreerders' waren onder meer Gerrit Willem Kastein, Gilles Deleuze, Oskar Nedbal, Al Mulock en Jan Arends.